# Championnats d'Europe de lutte 2005
Navigation
Édition précédente Édition suivante
Les Championnats d'Europe de lutte 2005 se sont tenus à Varna (Bulgarie) en 2005.

## Podiums

### Hommes

#### Lutte libre
| Épreuves | Or                        | Argent             | Bronze                                     |
| -------- | ------------------------- | ------------------ | ------------------------------------------ |
| 55 kg    | Ghenadie Tulbea           | Radoslav Velikov   | Aleksandr Kontoyev Besarion Gotschaschwili |
| 60 kg    | Vasyl Fedoryshyn          | Didier Païs        | Murad Ramasow Łukasz Góral                 |
| 66 kg    | Serafim Barzakov          | Elman Asgarow      | Andriy Stadnik Albert Batyrov              |
| 74 kg    | Nicolai Paslar            | Sergey Vitkovski   | Ahmet Gülhan Volodymyr Syrotin             |
| 84 kg    | Taras Danko               | Serhat Balcı       | Lazaros Loizidis Novruz Temresov           |
| 96 kg    | Eldar Kurtanidze          | Vincent Aka-Akesse | Khadzhimurat Gatsalov Fatih Çakıroğlu      |
| 120 kg   | Kuramagomed Kuramagomedow | Vadym Tasoyev      | Efstathios Topalidis Ottó Aubéli           |

#### Lutte gréco-romaine
| Épreuves | Or                | Argent           | Bronze                                |
| -------- | ----------------- | ---------------- | ------------------------------------- |
| 55 kg    | Viktor Korablev   | Roman Amoyan     | Ivo Angelov Bayram Özdemir            |
| 60 kg    | Vitali Rəhimov    | Eusebiu Diaconu  | Aleksey Shevtsov Dawit Bedinadse      |
| 66 kg    | Nikołai Gergow    | Christian Fetzer | Moisés Sánchez Parra Sergey Kovalenko |
| 74 kg    | Mowses Karapetjan | Velin Marinov    | Neven Žugaj Adam Juretzko             |
| 84 kg    | Aleksey Mishin    | Serkan Özden     | Laimutis Adomaitis Badri Khasaia      |
| 96 kg    | Hamza Yerlikaya   | Jimmy Lidberg    | Mindaugas Ežerskis Dmytro Tymchenko   |
| 120 kg   | Sjarhej Arzjuchin | Yekta Yılmaz Gül | Miriani Giorgadze Krasimir Kochev     |

### Femmes

#### Lutte libre
| Épreuves | Or                   | Argent                     | Bronze                                   |
| -------- | -------------------- | -------------------------- | ---------------------------------------- |
| 48 kg    | Lorissa Oorzhak      | Iwona Matkowska            | Anne Deluntsch Fani Psatha               |
| 51 kg    | Irina Melnik-Merleni | Natalja Smirnowa           | Vanessa Boubryemm Ana Paval              |
| 55 kg    | Natalja Golz         | Anna Gomis                 | Sylwia Bileńska Marija Egorowa           |
| 59 kg    | Ida-Theres Nerell    | Audrey Prieto-Bochaschwili | Yuliya Ratkeviç Diletta Giampiccolo      |
| 63 kg    | Monika Michalik      | Olga Chiłko                | Nikola Hartmann-Dünser Mihaela Sadoveanu |
| 67 kg    | Kateryna Burmistrova | Elena Perepełkina          | Lise Golliot-Legrand Teresa Mendez       |
| 72 kg    | Anita Schätzle       | Swietłana Martinenko       | Wasilisa Marsaliuk Stanka Zlateva        |

## Tableau des médailles
| Rang | Nation            | Or | Argent | Bronze | Total |
| ---- | ----------------- | -- | ------ | ------ | ----- |
| 1    | Russie            | 5  | 4      | 5      | 14    |
| 2    | Ukraine           | 4  | 1      | 3      | 8     |
| 3    | Bulgarie          | 3  | 2      | 3      | 8     |
| 4    | Turquie           | 1  | 3      | 3      | 7     |
| 5    | Biélorussie       | 1  | 1      | 4      | 6     |
| 6    | Pologne           | 1  | 1      | 2      | 4     |
| 7    | Allemagne         | 1  | 1      | 1      | 3     |
| 8    | Suède             | 1  | 1      | 0      | 2     |
| 8    | Azerbaïdjan       | 1  | 1      | 0      | 2     |
| 8    | Arménie           | 1  | 1      | 0      | 2     |
| 11   | Géorgie           | 1  | 0      | 4      | 5     |
| 12   | Moldavie          | 1  | 0      | 0      | 1     |
| 13   | France            | 0  | 4      | 3      | 7     |
| 14   | Roumanie          | 0  | 1      | 2      | 3     |
| 15   | Grèce             | 0  | 0      | 3      | 3     |
| 16   | Lituanie          | 0  | 0      | 2      | 2     |
| 16   | Espagne           | 0  | 0      | 2      | 2     |
| 18   | Croatie           | 0  | 0      | 1      | 1     |
| 18   | Macédoine du Nord | 0  | 0      | 1      | 1     |
| 18   | Honduras          | 0  | 0      | 1      | 1     |
| 18   | Autriche          | 0  | 0      | 1      | 1     |
| 18   | Italie            | 0  | 0      | 1      | 1     |